# Phủ Châu
Phủ Châu (tiếng Trung: 抚州; bính âm: Fǔzhōu) là một địa cấp thị của tỉnh Giang Tây, Trung Quốc. Trong tiếng Anh tên của nó dễ bị nhầm lẫn với Phúc Châu (hai tên Phủ Châu và Phúc Châu đều viết Fuzhou, tiếng Hoa đọc gần giống nhau).
Phủ Châu nằm ở phía Nam của tỉnh lỵ Nam Xương. Diện tích của địa cấp thị này là 18.800 km². Dân số của địa cấp thị này là 3.700.000 người. Phủ Châu có quan trọng về mặt lịch sử là quê hương của (đặc biệt là Lâm Xuyên) thuộc Vương An Thạch, một vị thừa tướng cải cách nổi tiếng của nhà Tống và Tăng Củng, một học giả có sức ảnh hưởng của triều Tống và Thang Hiển Tổ, một nhà soạn kịch vĩ đại thời nhà Minh.

## Hành chính
Phủ Châu được chia ra làm 11 đơn vị hành chính cấp huyện, bao gồm 2 quận và 9 huyện
- Quận: Lâm Xuyên (临川区), Đông Hương (东乡区)
- Huyện: Nam Thành (南城县), Lê Xuyên (黎川县), Nam Phong (南丰县), Sùng Nhân (崇仁县), Lạc An (乐安县), Nghi Hoàng (宜黄县), Kim Khê (金溪县), Tư Khê (资溪县), Quảng Xương (广昌县)

## Kinh tế
Các ngành: thực phẩm, dệt, chế biến thực phẩm và các loại xe hạng nhẹ.